# Diplomi-insinööri
Diplomi-insinööri (DI) (en sueco: diplomingenjör) es un grado académico de posgrado o máster de origen finlandés constituido por un total de 300 créditos ECTS. La traducción oficial al castellano del grado es Máster Universitario en Ciencia y Tecnología Informática. El nombre finlandés proviene del antiguo grado alemán denominado Diplom-Ingenieur. Los únicos centros educativos que pueden ofrecer este grado son los Institutos Tecnológicos.
El grado diplomi-insinööri es ofrecido por un total de siete universidades finlandesas dentro de una variedad de programas de grado. La característica común de los programas es el enfoque en la ingeniería con base científica y matemática. Por lo general, los graduados trabajan como expertos, administradores, investigadores o emprendedores. La mayoría de los administradores en las empresas tecnológicas finlandesas poseen este grado.
Desde 2005, el grado ha sido incorporado dentro del Proceso de Bolonia, y todos los estudiantes admitidos antes del 2005 fueron obligados a completar sus estudios antes de 2010 si querían obtener el graduado establecido hasta ese momento. El nuevo grado, compatible con Bolonia, incluye un grado intermedio denominado tekniikan kandidaatti, que se realiza después de tres años de estudio (180 ECTS). En el antiguo sistema no existía un grado intermedio, lo que suponía un problema para los estudiantes de intercambio que iban a Finlandia a cursar posgrados.
En Finlandia, la educación superior sigue un modelo dual basado en universidades de ciencias/letras y las más orientadas al mundo laboral (politécnicas). En las politécnicas, los estudiantes pueden estudiar para el grado denominado insinööri (AMK), oficialmente traducido como Licenciatura en Ingeniería, que es un programa de 240 ECTS (cuatro años). Los poseedores del título insinööri (AMK) pueden estudiar directamente para el grado de diplomi-insinööri sin tener el grado de tekniikan kandidaatti, pero por lo general deberán completar 60 ECTS relacionados con Matemáticas y asignaturas científicas adicionalmente. De esta manera, el máster para insinööris (AMK) tiene una duración de 180 ECTS o tres años. Los requisitos son similares para un estudiante con un grado no relacionado con ingeniería.
Tanto en el sistema antiguo como en el nuevo, los grados se clasifican en categorías de "aprobado" y "con distinción" (oivallisesti). La clasificación de "con distinción" es poco habitual (menos del 10% de los graduados), y requiere una media de al menos 4 sobre 5 puntos y una tesis con esa misma nota, como mínimo.